# Hemachatus haemachatus
Hemachatus haemachatus es una especie de serpiente venenosa que pertenece a la familia Elapidae. Es la única especie del género monotípico Hemachatus , aunque está estrechamente emparentado al género Naja y comparte la capacidad de escupir veneno. La especie es endémica del África Austral: Lesoto, Sudáfrica, Suazilandia y Zimbabue.